# Buffalo Running
Buffalo Running (česky Bizoní běh) je americký němý film z roku 1883. Režisérem je Eadweard Muybridge (1830–1904). Film trvá necelou minutu.

## Děj
Film zachycuje bizona v pohybu.